# Cantó de Vilareal
El cantó de Vilareal és un cantó francès del departament d'Òlt i Garona, situat al districte de Vilanuèva d'Òlt. Té 13 municipis i el cap és Vilareal.

## Municipis
- Bornèl
- Devilhac
- Doudrac
- Mazières-Naresse
- Montaut
- Parranquet
- Rayet
- Ribas
- Sant Estève de Vilareal
- Sant Eutròpi de Bòrn
- Sant Martin de Vilareal
- Torliac
- Vilareal

## Història
| Data d'elecció                           | Identitat        | Partit           | Qualitat |
| ---------------------------------------- | ---------------- | ---------------- | -------- |
| 1970-1976                                | M. Lasserre      | MRG              |          |
| 1976-2008                                | Guy Berny        | PS, després CPNT |          |
| 2008-                                    | Jean-Marc Chemin | -                |          |
| les dades anteriors no són pas conegudes |                  |                  |          |
|                                          |                  |                  |          |

## Demografia
| 1962  | 1968  | 1975  | 1982  | 1990  | 1999  | 2006  |
| ----- | ----- | ----- | ----- | ----- | ----- | ----- |
| 3.560 | 3.948 | 3.519 | 3.465 | 3.490 | 3.560 | 3.750 |